# Tribunal de Contrafacciones

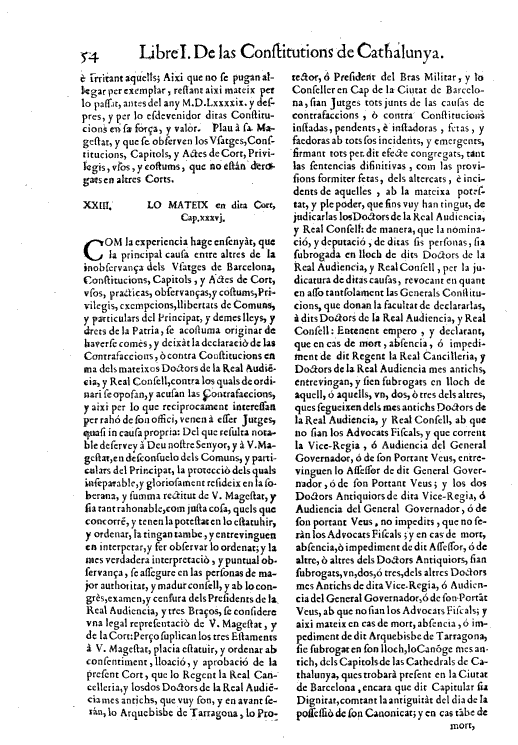
Libro I de las Constituciones de Cataluña, Capítulo de corte XXXVI:
«XXIII EL MISMO [en referencia a Felipe V], en la dicha Corte [de 1701-1702]. Capítulo XXXVI. Como la experiencia ha enseñado sobre las demás que la inobservancia de los Usajes de Barcelona, Constituciones, Capítulos y Actos de Corte, usos, prácticas, observancias, y costumbres, Privilegios, exenciones, libertades de Comunes, y particulares del Principado, y demás leyes, y derechos de la Patria, se acostumbra a originar de haberlas cometido, y dejado a declaración de las Contrafacciones, o contra Constituciones, en los mismos Doctores de la Real Audiencia [..]»

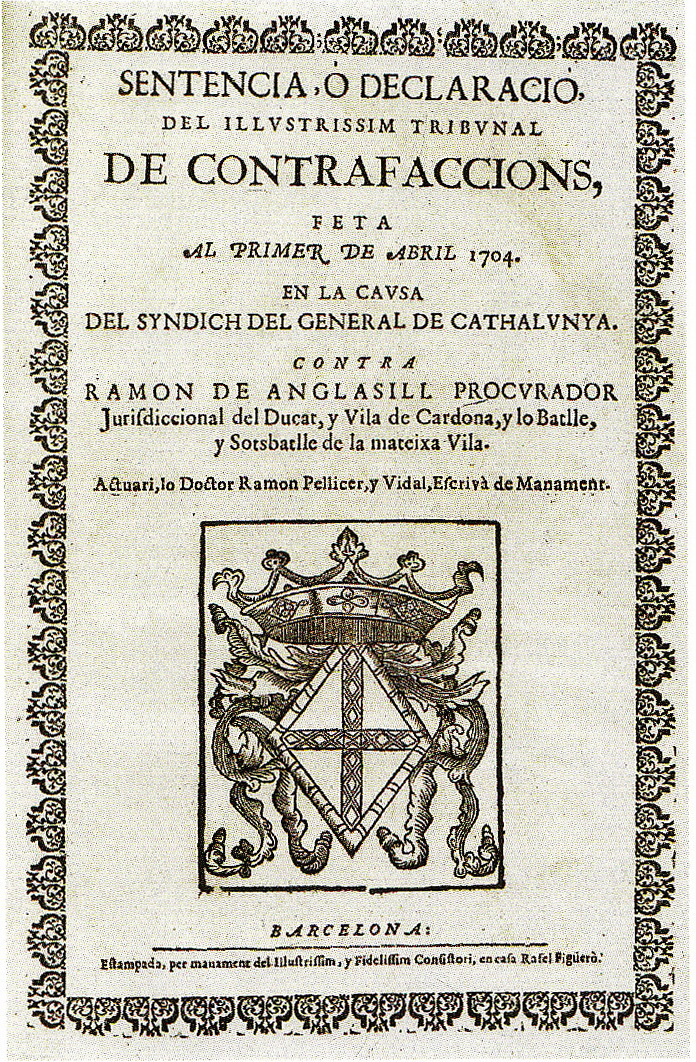
Sentencia del Tribunal de Contrafacciones emitida el 1 de abril de 1704.

El Tribunal de Contrafacciones (en catalán: Tribunal de Contrafaccions) era la institución de Cataluña que garantizaba la aplicación de las Constituciones catalanas y resolvía de manera suprema ante cualquier acción por parte del rey, o de los oficiales del rey, contraria al ordenamiento constitucional catalán. Fue acordado con las Cortes catalanas de 1701-1702 por el rey Felipe V de España, el primer rey de la Casa de Borbón que reinó en el país. Posteriormernte, en plena Guerra de Sucesión, fue abolido en 1714 ante la rebelión armada de Cataluña, marcando así un nuevo paso hacia la imposición del absolutismo en España.

## Tribunal de Contrafacciones
Ansiosamente deseado, los catalanes pugnaron durante doscientos años hasta conseguir su creación. En las Cortes catalanas de 1533 los brazos catalanes propusieron al rey Carlos I de España su aprobación, para asegurar que la Corona Española cumplía con la Constitución de la Observancia, que determinaba el principio que el rey estaba sometido a las constituciones catalanas. Pero no fue hasta dos siglos después, en las Cortes catalanas de 1701-1702, cuando el rey Felipe V de España aprobó la creación del tribunal. La ocasión para conseguirlo apareció con la entronización de la nueva dinastía, la Casa de Borbón, a la cual los «defensores de la observancia de las leyes» pusieron a prueba; la nueva dinastía necesitaba consolidarse, y el inicio de su reinado era la coyuntura en la que la monarquía se encontraba en su máxima debilidad, deseosa de reconocimiento y aprobación. El Tribunal de Contrafacciones quedó configurado como un tribunal de garantías "constitucionales", formado de manera paritaria entre los representantes del rey y los representantes de los Tres Comunes de Cataluña. Permitía así garantizar el ordenamiento jurídico catalán con la coparticipación de las instituciones del Principado y los oficiales reales. Asumió la atribución que hasta entonces había pertenecido en exclusiva a la Real Audiencia de Cataluña, la cual había fallado casi inexorablemente en favor de la Corona. 
Con la creación de Tribunal de Contrafacciones el rey Felipe V de España permitió la existencia de un tribunal que difícilmente podía controlar y que le exigía la observancia de las constituciones aprobadas en las Cortes Catalanas, tanto por él, como por sus oficiales. Era una prueba de que el mismo rey reconocía las leyes tradicionales catalanas y se mostraba dispuesto a someterse a las mismas, de tal modo que sus decisiones podían ser reevisadas por este Tribunal. La amenaza absolutista quedaba así neutralizada, pues las pragmáticas y los reales decretos del rey o sus virreyes quedaban supeditados al cumplimiento del ordenamiento constitucional catalán; además, si cualquier oficial real vulneraba una constitución catalana (ley), debía ser sometido a un proceso judicial de contrafacción. 
El Tribunal de Contrafacciones entró en funcionamiento en 1703, a raíz del decreto de expulsión que Felipe V ordenó contra el comerciante holandés Arnald Jäger, una expulsión que vulneraba las constituciones catalanas, lo que supuso que automáticamente la conferencia de los Tres Comunes de Cataluña solicitara que se cursara causa de contrafacción. El mismo Felipe V reconocía las limitaciones que el Tribunal de Contrafacciones suponía para su «real voluntad», y afirmaba que tras la Cortes de 1701-1702, los catalanes «habían quedado mas Repúblicos que el parlamento alusivo a ingleses».
Finalmente en 1705 estalló la rebelión armada en Cataluña que supondría el inicio a la Guerra de Sucesión en suelo español. A finales de 1705, y tras la proclamación del archiduque Carlos de Austria como nuevo conde de Barcelona, el Tribunal de Contrafacciones fue ratificado por este en las Cortes Catalanas de 1705-1706.
Hacia el final de la Guerra de Sucesión, ante la victoria del rey borbón, se produjo un proceso de reorganización administrativa del Estado, que se plasmó principalmente en los Decretos de Nueva Planta y que supusieron también la desaparición del Tribunal de Contrafacciones.